# Quazepam
Il quazepam (commercializzato in Italia sotto il nome di Quazium) è un farmaco derivato delle benzodiazepine. È indicato per il trattamento di insonnia (induzione del sonno e il suo mantenimento), trova impiego anche nella cura di insonnia recidivante, sonno incostante e sonno a scopo terapeutico.

Il quazepam ha effetti ipnotici e anticonvulsivanti, dà meno possibilità di sovradosaggio rispetto alle altre benzodiazepine. È anche l'unica delle benzodiazepine che agisca unicamente sui recettori GABAA di tipo 1, responsabili dell'induzione al sonno.
Ha un meccanismo d'azione simile a quello dello zolpidem ed è prodotto dall'azienda farmaceutica Schering-Plough.

## Indicazioni e posologia
Il quazepam viene prescritto in caso di insonnia, inclusi i casi di sonno discontinuo o risveglio mattutino precoce.

Solitamente il dosaggio si aggira fra i 7,5 e i 15 mg, somministrati prima di andare a dormire.
Nonostante la sua relativa sicurezza (rispetto ad altri farmaci dello stesso tipo), il trattamento dovrebbe sempre essere il più breve possibile, da pochi giorni a due settimane.

## Effetti indesiderati
Il quazepam ha effetti indesiderati minori rispetto alle altre benzodiazepine e meno possibilità di indurre, nel paziente, tolleranza e ripercussioni varie.
Questo farmaco può avere comunque degli effetti indesiderati come:
- Miastenia gravis o atassia[5]
- Ipersensibilità alle benzodiazepine o ad uno degli eccipienti
- Insufficienza respiratoria grave
- Insufficienza epatica
- Sindrome delle apnee nel sonno

## Tolleranza
Dopo un periodo di somministrazione superiore alle due settimane il farmaco può perdere le sue proprietà ipnotiche e, come con tutte le benzodiazepine, può presentarsi dipendenza, maggiore in caso di pazienti con precedenti di abuso di alcool o droga. Le benzodiazepine, dunque anche il Quazepam, inducono dipendenza fisica e mentale.
La terapia deve essere interrotta gradualmente per evitare le crisi di astinenza.

## Precauzioni speciali
L'uso del quazepam richiede delle precauzioni: l'assunzione di alcool, antipsicotici,altri ipnotici, ansiolitici, antidepressivi, oppioidi, antiepilettici e antistaminici sedativi aumentano gli effetti depressivi sul Sistema nervoso centrale.
Altre precauzioni vanno prese in caso di gravidanza o allattamento materno: il farmaco non deve essere assunto durante il primo trimestre di gravidanza. Non deve essere prescritto a donne in allattamento a causa del suo metabolismo che fa arrivare il farmaco nel latte materno.

## Farmacologia e proprietà farmacocinetiche
Il quazepam agisce esclusivamente sui recettori contenenti le subunità Alfa1. Ha effetto ipnotico a causa di molecole che agiscono sul GABAA di tipo 1. Il tipo 2 include le subunità Alfa2, Alfa3 e Alfa5, responsabili dell'effetto ansiolitico e miorilassante.
Il quazepam ha due principali metaboliti: 2-oxoquazepam ed N-desalchil-2-oxoquazepam, l'emivita di eliminazione media equivale, per il primo metabolita, a 40 ore, per il secondo circa 70 ora.

Circa il 31% del farmaco viene espulso nelle urine circa cinque giorni dopo la somministrazione.

## EEG e sonno
Studi condotti sia su animali che su esseri umani hanno dimostrato che l'EEG di pazienti sotto l'effetto del quazepam è simile a quello riscontrato durante il sonno normale. Sembra inoltre che questo farmaco aiuti il sonno ad onde lente.